# Rosay, Yvelines
Rosay là một xã của Pháp, nằm ở tỉnh Yvelines trong vùng Île-de-France.
Người dân ở đây trong tiếng Pháp gọi là Roséens.
Rosay có cự ly khoảng 11 km về phía nam của Mantes-la-Jolie trong thung lũng Vaucouleurs.
Các xã giáp ranh là: Villette về phía bắc, Septeuil về phía nam, Boinvilliers về phía tây và Arnouville-lès-Mantes về phía đông.